# The Notorious Lady

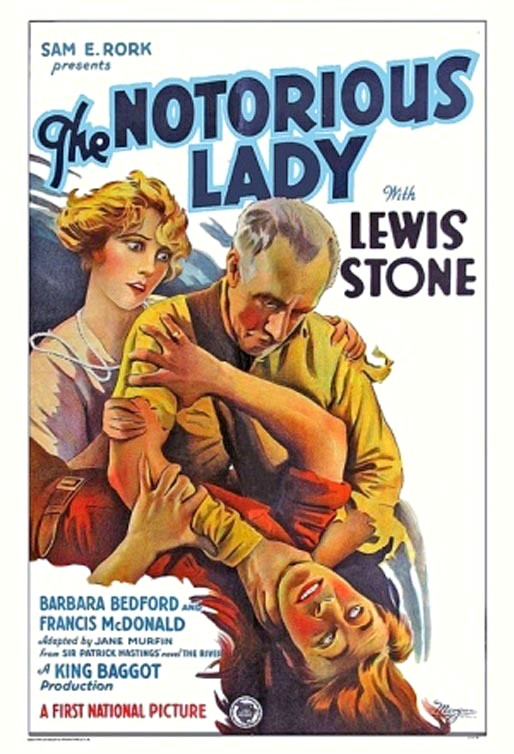
Affiche du film.

The Notorious Lady est un film américain réalisé par King Baggot, sorti en 1927.

## Fiche technique
- Réalisation : King Baggot
- Scénario : Jane Murfin d'après The River de Patrick Hastings
- Producteur : Sam E. Rork
- Photographie : Tony Gaudio
- Montage : Doris Farrington, Frank Lawrence
- Genre : Mélodrame[1]
- Distributeur : First National Pictures
- Durée : 7 bobines[2]
- Date de sortie : 27 mars 1927

## Distribution

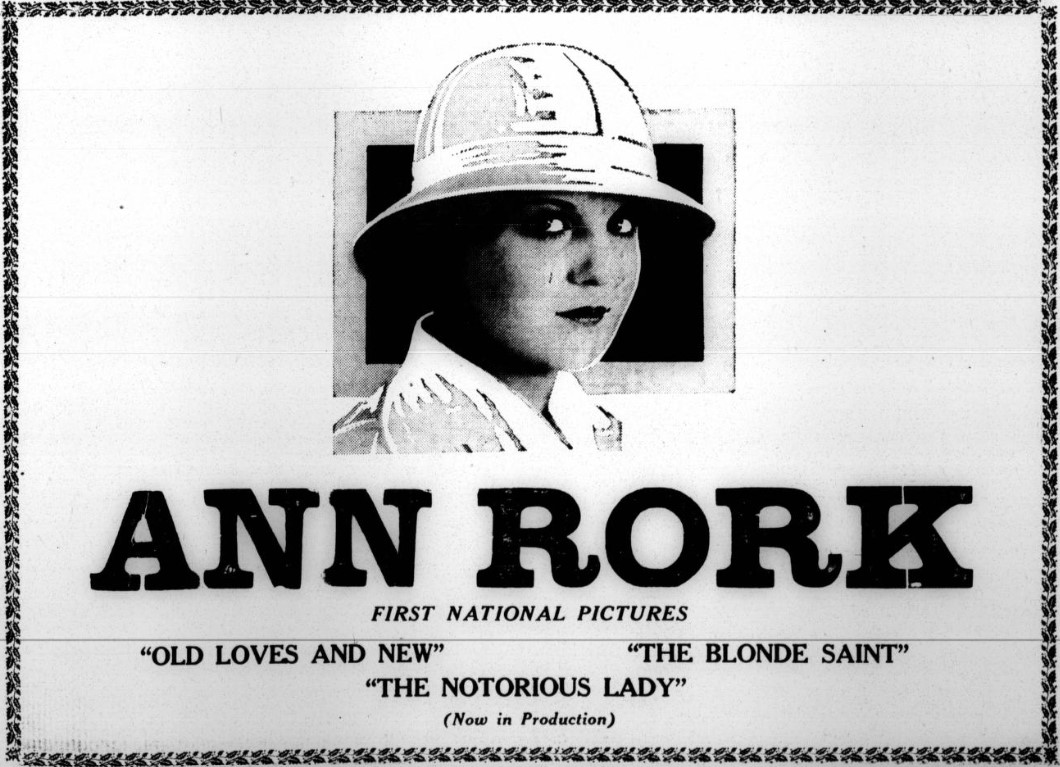
Ann Rork dans une annonce pour le film.

- Lewis Stone : Patrick Marlowe / John Carew
- Barbara Bedford : Mary Marlowe / Mary Brownlee
- Ann Rork : Kameela
- Earl Metcalfe : Anthony Walford
- Francis McDonald : Manuela Silvera
- Grace Carlyle : Marcia Rivers
- E. J. Ratcliffe : Doctor Digby Grant
- J. Gunnis Davis : William
- Lloyd Whitlock : Gilbert Patton
- Carl Stockdale : Defense Attorney (non crédité)
- Hannah Washington : Native Child (non créditée)